# روجر سيفيرينو
روجر سيفيرينو هو محام أمريكي للحقوق المدنية. ويشغل حاليا منصب مدير مكتب الحقوق المدنية في وزارة الصحة والخدمات الإنسانية بالولايات المتحدة.

## تعليمه
حصل سيفيرينو على درجة البكالوريوس في إدارة الأعمال من جامعة جنوب كاليفورنيا ودرجة الماجستير في السياسة العامة من جامعة كارنيجي ميلون، ودكتوراه في القانون من كلية الحقوق في جامعة هارفارد.

## مهنته
من عام 2008 إلى عام 2015، كان سيفيرينو محاميا في قسم الحقوق المدنية بوزارة العدل الأمريكية، كما تولى منصب رئيس تنفيذي ومستشار لصندوق بيكيت للحرية الدينية، وهي شركة محاماة غير ربحية تتعامل مع القضايا المتعلقة بحرية الدين.
وفي عام 2015، انضم سيفيرينو إلى مؤسسة التراث، وهي هيئة بحثية موجهة نحو سياسة عامة، وهنالك شغل منصب مدير مركز ديفوس للدين والمجتمع المدني لمؤسسة الاسرة والمجتمع والفرص.
وفي عام 2017، تم تعيين سيفيرينو مديرا لمكتب الحقوق المدنية في وزارة الصحة والخدمات الإنسانية من قبل الرئيس دونالد ترامب.
يعتبر سيفيرينو محافظ للغاية وغالبا ما يتعرض لانتقادات لكونه معاديا للمثليين، وقد وصفت حملة حقوق الإنسان سيفيرينو بأنه ناشط متطرف في مكافحة المثليين.

## حياته الشخصية
سيفيرينو كاثوليكي وقد وصف بأنه متدين للغاية. وهو متزوج من كاري سيفيرينو التي تدير شبكة الازمات القضائية.

## مذكورات مشهورة عنه
في الخامس من اذار 2019م، غرد بارتويت مع حسن منهاج على تويتر قائلا، روجر سيفيرينو هو مدير مكتب الحقوق المدنية في وزارة الصحة والخدمات الإنسانية بالولايات المتحدة، لكن ليس لديه صفحة على ويكيبيديا، لا بد للناس ان يعرفوا عنه أكثر